# Don't Stand Me Down
Albums de Dexys Midnight Runners
Too-Rye-Ay
(1982) One Day I'm Going To Soar
(2012)
Don't Stand Me Down est un album de Dexys Midnight Runners, sorti en 1985.

## L'album
Il fait partie des 1001 Albums You Must Hear Before You Die. 

### Liste des chansons
| 1. | The Occasional Flicker  | Kevin Rowland                            | 5:49  |
| 2. | This Is What She's Like | Billy Adams, Helen O'Hara, Kevin Rowland | 12:23 |
| 3. | Knowledge of Beauty     | Helen O'Hara, Kevin Rowland, Steve Wynne | 7:01  |

| 4. | One of Those Things | Kevin Rowland              | 6:01 |
| 5. | Reminisce Part Two  | Kevin Rowland              | 3:31 |
| 6. | Listen to This      | Billy Adams, Kevin Rowland | 3:19 |
| 7. | The Waltz           | Kevin Rowland, Steve Torch | 8:21 |

### Musiciens
- Kevin Rowland : basse, guitare, piano, voix
- Billy Adams : guitare, voix
- Helen O'Hara : violon, voix,
- Jim Paterson : trombone
- Nick Gatfield : saxophone, Voix
- Vincent Crane : piano
- Tim Dancy : batterie
- Julian Littman : mandoline
- Tom Evans : guitare électrique
- Robert Noble : orgue, synthétiseur
- John Rhino Edwards : basse
- Crusher Green : batterie sur Listen to This
- Mick Boulton : piano sur The Waltz
- Randy Taylor : basse sur Knowledge of Beauty
- Woody Woodmansey : batterie sur The Waltz